# Myristica bifurcata
Myristica bifurcata är en tvåhjärtbladig växtart. Myristica bifurcata ingår i släktet Myristica och familjen Myristicaceae.

## Underarter
Arten delas in i följande underarter:
- M. b. bifurcata
- M. b. sulaica